# روجر ديفيز (ملحن)
روجر ديفيز (بالإنجليزية: Roger Davies)‏ هو ملحن ومنتج أسطوانات ومدير أعمال أسترالي، ولد في 1952 في ملبورن في أستراليا.

## وصلات خارجية
- روجر ديفيز على موقع IMDb (الإنجليزية)
- روجر ديفيز على موقع ميوزك برينز (الإنجليزية)
- روجر ديفيز على موقع أول ميوزيك (الإنجليزية)
- روجر ديفيز على موقع ديسكوغز (الإنجليزية)
- روجر ديفيز على موقع قاعدة بيانات الفيلم (الإنجليزية)